# Arctonyx hoevenii
Arctonyx hoevenii är en grävling som förekommer på Sumatra. Populationen listades länge som underart till svingrävling och sedan 2008 godkänns den som art.
När taxonet beskrevs för första gången antogs felaktig att arten tillhör trögdjuren (tidigare Edentata).
Arctonyx hoevenii är med en kroppslängd (huvud och bål) av 51 till 71 cm och en svanslängd av 8 till 18 cm den minsta arten i släktet Arctonyx. Den har 5 till nästan 9 cm långa bakfötter och nästan 2 till 3,5 cm stora öron. Även djurets kranium är mindre i förhållande till andra skelettdelar jämförd med andra släktmedlemmar. Arten har en tydlig svartaktig längsgående strimma på ryggens topp. Hos ett exemplar som undersöktes 2008 fanns inga tydliga strimmor i ansiktet. Däremot var kinderna och hakan svarta.
Denna grävling förekommer i ett smalt band längs Sumatras nordvästra och västra kust. Den vistas i kulliga områden och i bergstrakter mellan 700 och 3780 meter över havet. Habitatet utgörs främst av fuktiga skogar och bergsängar.
Födan utgörs huvudsakligen av daggmaskar, myror, skalbaggarnas larver och andra ryggradslösa djur. Ibland äter arten blad och andra växtdelar. Enligt dokumentationer med kamerafällor lever individerna ensam när honan inte är brunstig. De kan vara aktiva under alla tider på dagen.
Jakt på skogens djur sker främst i lägre bergstrakter. Därför faller Arctonyx hoevenii sällan offer. I enstaka fall dödas en individ när den förväxlas med det introducerade vildsvinet. Ibland äts djurets kött. I regionen där arten lever förekommer flera nationalparker och andra skyddsområden. IUCN listar Arctonyx hoevenii som livskraftig (LC).